# Fu Haifeng
Fu Haifeng (傅海峰S, Fù HǎifēngP; Jieyang, 23 agosto 1983) è un giocatore di badminton cinese, vincitore della medaglia d'oro e di una medaglia d'argento nel doppio maschile ai Giochi olimpici rispettivamente a Pechino 2008 e a Londra 2012, sempre in coppia con Cai Yun.
Nei precedenti Giochi olimpici, ad Atene 2004, la coppia cinese era uscita ai quarti nel torneo del Doppio, sconfitti dai danesi Jens Eriksen e Martin Lundgaard Hansen.

## Palmarès
- Giochi olimpici

Pechino 2008: argento nel doppio maschile.
Londra 2012: oro nel doppio maschile.
Rio de Janeiro 2016: oro nel doppio maschile.
- Mondiali

Birmingham 2003: bronzo nel doppio maschile.
Madrid 2006: oro nel doppio maschile.
Hyderabad 2009: oro nel doppio maschile.
Parigi 2010: oro nel doppio maschile.
Londra 2011: oro nel doppio maschile.
Guangzhou 2013: bronzo nel doppio maschile.
- Giochi asiatici

Doha 2006: oro a squadre.
Canton 2010: oro a squadre.